# Kajukenbo
El kajukenbo es un arte marcial híbrido, que combina las técnicas de otras disciplinas como: el karate coreano tradicional o tang soo do, el judo, el jiu-jitsu, el kenpō, el boxeo chino kung fu, así como conceptos provenientes de la eskrima filipina. Fue desarrollado en los años 1940 en Hawái, como método de defensa personal de los lugareños contra delincuentes y soldados de la marina estadounidense que los atacaban. Como sistema de combate se encuentra en constante evolución, es un método de defensa personal sin límites.

## Historia

### Fundadores del kajukenbo
Cinco practicantes de diferentes artes marciales que se encontraban viviendo en las islas Hawái tras la Segunda Guerra Mundial se reunieron para crear un instituto de práctica que incluyera varias artes marciales:
- George Clarence Chang: profesor de boxeo chino sil lum pai kung-fú estilo shaolín del norte y sur.
- Adriano Directo Emperado: profesor de Chinese Kempo y esgrima filipina o escrima.
- Joseph Holck: profesor de judo kodokan y danzan ryu ju-jitsu / jūjutsu.
- Frank F. Ordóñez: profesor de judo kodokan y sekeino ju-jitsu / jūjutsu.
- Peter Young Yil Choo: campeón hawaiano de boxeo occidental y maestro de tang soo do, o karate coreano tradicional, diferente al taekwondo, y más cercano al karate japonés.

Adriano Emperado fue nombrado por los cofundadores como sijo del sistema (‘fundador único’).

### Estilos fundadores de kajukenbo
El nombre del sistema ha derivado de los principios de los nombres de los estilos que habían llegado a ser componentes de kajukenbo:
- karate coreano tradicional o tangsudo (tang soo do).
- judo y jujitsu de origen japonés.
- kenpo o ken de origen chino y japonés.
- boxeo chino (kung-fu) y boxeo occidental.

### 1945-1959
Durante dos años (1945-1947) estos cinco profesores pusieron en práctica sus conocimientos, ensayando día a día las posibles situaciones de agresión en la vida real. Más tarde decidieron llamar a este sistema kajukenbo (haciendo referencia a las iniciales de las artes marciales que lo componen) y crearon la Black Belt Society (sociedad de cinturones negros). Más tarde la llamaron Instituto de Defensa Personal Kajukenbo en el  Palama Settlement de Honolulu, en Vineyard Boulevard, con el nombre de “Kajukenbo Self Defense Institute of Hawaii Inc, en el barrio de Palama. En 1958, Con el tiempo las enseñanzas pasan a la Costa del Pacífico de los Estados Unidos, concretamente a un alumno del instituto, Aleju Reyes, abrió la primera escuela fuera de las islas Hawái, en la Base Aérea de Travis (en California). Uno de sus alumnos era Richard Peralta, que se inició en el kajukenbo en 1959.
Ese mismo año, Adriano Emperado integró las técnicas de wushu en el kajukenbo, cambiando su arte en una combinación fluida de técnicas duras y suaves.

### Después de 1959
Charles Gaylord, Tony Ramos y Aleju Reyes, que habían recibido sus cinturones negros de Emperado, transmitieron el kajukenbo en Estados Unidos. Cada uno de ellos abrió su propia escuela del kajukenbo en California. En el año 1969, Tony Ramos entrenó e intercambió su método e ideas con el actor Bruce Lee. Aleju Reyes murió en 1977, y Tony Ramos murió en Hawái en 1999. Desde entonces, Charles Gaylord ha estado trabajando en el sistema y elaboró así nuevo «método de Gaylord». Es el presidente de la Kajukenbo Association of America (Asociación de Kajukenbo de Estados Unidos).

## El kajukenbo en la actualidad
Actualmente, el kajukenbo tiene más agarres que otras escuelas de kenpo. Incluye palancas en articulaciones, golpes bajos y los ataques con ayuda de combinaciones. Aunque tiene ciertos aspectos de la competición, se concentra principalmente en el combate real y en lo práctico. En general, los prácticantes del kajukenbo piensan que incluso «acciones censurables», como los golpes en ojos o en los órganos genitales, son admisibles si ayudan en la defensa contra un agresor. La mayoría de las escuelas del kajukenbo evita trucos y movimientos poco prácticos y espectaculares. Los planes de estudios incluyen contraataques contra puñetazos, contra el cuchillo, contra el bastón, contra las armas de fuego y contra los agarres e inmovilizaciones.
Aunque las variedades del kajukenbo tienen fundamentos comunes, las variaciones son posibles. El kajukenbo se basa en cuatro estilos que son diferentes, por lo tanto es imposible incorporarlos enteramente; la cierta especialización es inevitable. Lo abierto conduce a animar a las diferentes escuelas a incorporar técnicas modificadas de otras artes en su práctica. Por ejemplo, movimientos provenientes de la escrima filipina o escrima, y de las artes marciales japonesas del aikido, jujutsu y judo.
Ciertas escuelas del kajukenbo acentúan la importancia de 26 formas (kata). Ellos son divididos en 13 pinyanes (a veces llamados Palama sets o ‘conjuntos de Palama’) y 13 «concentraciones». Cada concentración tiene su propio nombre, así que la primera se llama «golpe de la grulla» o «garra del tigre». El nombre de cada concentración describe su movimiento característico. Por ejemplo, la primera concentración incluye un golpe de la grulla y una garra del tigre. Estos conjuntos se incorporan en el kajukenbo para ayudar a estudiantes con mejorar en sus habilidades. Cada movimiento en estos conjuntos tiene su significado. Por ejemplo, el primer movimiento en el «pinyan 1» es golpe exterior derecho durante el movimiento en la postura de inflexión atrasada. Este movimiento se puede aplicar para bloquear un puñetazo. Estos conjuntos también se concentran en combate con unos adversarios.
En algunas escuelas del kajukenbo es obligatoria recitar la «oración de kajukenbo» (inventada por Frank Ordónez), pero la mayoría de las escuelas están desprovistas de tal misticismo. La clase se termina con la apelación a los tres elementos del kajukenbo: el espíritu, la mente, y el cuerpo (cada uno tiene su propio signo de la mano). Después, los estudiantes y el instructor idénticamente abren las manos para representar la paz; entonces hacen una reverencia para expresar el respeto. El saludo estilizado del kajukenbo es una parte de la costumbre en muchas escuelas: los estudiantes saludan la bandera de los Estados Unidos. Idénticamente, los estudiantes y sus instructores saludan a los poseedores de cinturones negros que entran en el gimnasio.

## Desarrollo del kajukenbo en España
En 1973 Edward C. Sheppard, militar destinado en la base aérea de Torrejón de Ardoz y alumno de Richard Peralta, empezó a impartir las enseñanzas de este sistema en la zona estadounidense de la base militar. En ese mismo año Ángel García-Soldado comienza a recibir clases de la mano del profesor Sheppard, llegando a obtener el grado de cinturón negro en 1977. En 1978 y tras 5 años de enseñanzas, Sheppard regresa a EE. UU. y un alumno suyo llamado René R. Rodríguez empieza a enseñar en la localidad de Alcalá de Henares. En ese año Agustín López Campos se inició como alumno en el kajukenbo. Cuando René Rodríguez fue trasladado a otra base militar, Ángel García-Soldado se hace cargo de la clase.[cita requerida]
Ángel García-Soldado es el encargado de difundir el Kajukenbo por toda Europa y del que provienen todos los cinturones negros antiguos de España (Nombrado Consejero de Sijo Emperado y con el Grado de Senior Gran Master de Kajukenbo siendo uno de los pocos G.M. que están en el consejo para poder firmar el grado de 9.º dan). En 1990 los caminos de Ángel García-Soldado y Agustín López se separan. Este último decide seguir la línea del profesor Richard Peralta (quien falleció en 2005), siendo fundador de la Asociación Española de Kajukembo en 1991. A la vez Jorge Álvarez toma también diferente camino, representado por el G.M. Thomas Barro Mitose, por mediación de Raúl Gutiérrez. El 21 de febrero de 1990 se constituye la Agrupación de Kajukenbo Español en la Consejería de Cultura y Deportes de la Comunidad de Madrid, el 17 de mayo de 1991 se registra en el Ministerio del Interior la Asociación Kajukenbo Español y Artes Marciales, después, tras muchos años de dedicación a la enseñanza y organización de multitud de centenares de eventos, Jorge Álvarez decide por problemas de salud dejar el Kajukenbo y deja al frente a su hermano Juan Carlos Álvarez, momento en que este decide entrenar con Agustín López y seguir su línea de trabajo de KSDS. A finales de 2014, y bajo el consenso del consejo de cinturones negros, Juan Carlos Álvarez decide emprender un nuevo camino y a partir de aquí surge la idea de un nuevo estilo de Kajukenbo. Durante dos años Juan Carlos Álvarez desarrolla un programa de entrenamiento bien estructurado hasta 5.ºDan, completamente nuevo y diferente al resto de escuelas de Kajukenbo.  El 28 de septiembre de 2016 se registra en marcas y patentes el nombre y logotipo de Kajukenbo Street Self-Defense (KSSD), el 20 de octubre de ese mismo año se registra en el Ministerio del Interior la Asociación Kajukenbo Street Self-Defense. En la actualidad el KAJUKENBO STREET SELF-DEFENSE se practica en España, Cuba, Méjico y Brasil.[cita requerida]
Asimismo, existen otras asociaciones que separadas de las dos anteriores han ido surgiendo. En año 2002, surge, con el propósito de seguir su labor (de manera independiente), la Kajukenbo Self-Defense (KSDC) & Filipino Martial Arts (FMA) - Canary Islands Association en las Islas Canarias (S/C de Tenerife-España) liderada por Tomás Encinoso - C. Rojo/Negro 7.º Dan; Fernando Piñero; Juan D. Martínez y Alejandro Siverio. Dicha organización enseña principios y conceptos propios del Kajukenbo (Karate, Judo /Jiu Jitsu, Kenpo y Boxeo), Artes Marciales Filipinas, fundamentalmente, Balintawak Arnis Cuentada (línea del GM. Bobby Taboada) y Silat. En el año 2012, "KSDC" ha añadido a sus siglas las de "KSDI (USA)" como consecuencia, del reconocimiento de la SGM Dechi Emperado y otros Grandes Maestros de la KSDI.[cita requerida]
Otra asociación que surge en la década de 2011 es la Kajukenbo Close Combat (KCC), con Paulino Martín al frente. Paulino, antiguo alumno de Ángel, crea una evolución del Kajukenbo incluyendo conceptos de Brazilian Jiu Jitsu, Eskrima filipina y suprimiendo las katas.[cita requerida]
Es importante reseñar que el carácter evolutivo del propio Kajukenbo (o Kajukembo) ha provocado que, tanto en España como en el resto del mundo, existan notables diferencias entre las diferentes escuelas o ramas. Estas diferencias llegan incluso hasta el punto de existir escuelas con programas de aprendizaje completamente diferentes, que incluso eliminan elementos importantes del mismo, aplicando la visión particular del maestro de cada escuela o linaje. Esta carencia de homogeneidad es endémica del Kajukembo, y tiene su origen en la falta de una reglamentación o código que mantenga un mínimo espíritu de cohesión en los diferentes linajes o, en su defecto, una organización encargada de mantener la uniformidad del sistema.

## Simbología
La simbología ha estado siempre unida a las artes marciales. Raro es el estilo, escuela o grupo que no se identifique con alguna(s) alegorías.
Se le da importancia al número cinco, porque fueron cinco practicantes de seis artes marciales quienes decidieron, de común acuerdo, crear el kajukenbo. Más tarde Emperado le agregó una séptima arte marcial, el wushu.
El símbolo del estilo está compuesto por cinco colores: negro, blanco, rojo, verde y dorado, en representación de los siete estilos.
El número cinco también representa las aptitudes que se deben alcanzar, y que componen el Kajukenbo: fuerza, velocidad, equilibrio, precisión y distancia. Estando todas ellas presentes en todas las técnicas realizadas en Kajukenbo.
En este caso el número cinco representa los cinco sentidos que el practicante debe desarrollar.
Cinco son los dedos de una mano, la izquierda, que abierta envuelve por encima a la derecha, formando así el saludo de kajukenbo. Igualmente, los dedos de la mano representan a los fundadores.
Más adelante, Emperado se consideró más importante que los otros cuatro miembros, así que inventó la simbología de los cuatro dedos recogidos por el pulgar (siendo Emperado el pulgar). Emperado dijo que él es simbolizado por un trébol blanco de tres pétalos, cuyo objetivo último es unificar la mente, el cuerpo y el espíritu.
Las ramas de color verde representan el camino a seguir para obtener el conocimiento y la sabiduría (trébol), que representa Emperado.
El color verde representa lo joven lo fuerte y una organización que busca el conocimiento, mientras que el color dorado del octógono simboliza la riqueza perteneciente a las artes.
El octágono representa las ocho direcciones básicas de defensa y ataque. Este símbolo es copiado del patrón universal del kenpo karate.
El círculo de color rojo representa el fluir continuo de la energía conocida como chi o ki.
También los caracteres son de color rojo, los de la izquierda significan chufan fa/kenpo: la ley del puño. Y los de la derecha kung fu, y significan habilidad o maestría en cualquier tarea que requiera tiempo, concentración, esfuerzo y dedicación para alcanzar un alto nivel de destreza. Junto con las ramas y los caracteres representan al tigre y al dragón, ambos unidos por el tallo de cada rama. El tigre simboliza la fuerza y el dragón la vivacidad y concentración.
Por último el yin-yang representa el equilibrio de la vida, los opuestos, el cambio constante y la dualidad, los colores son blanco y negro.

## Programa
| Cinturón   | Katas    | Defensa puño-agarre | Combinaciones mano-patada | Bastón medio | Cuchillo | Dos atacantes | Abecedario | Tiempo aproximado |  |
| blanco     | 0 y 1    | 1 y 2               | 1 y 2                     | 1 y 2        | -        | -             | -          | 4 meses           |  |
| amarillo   | 2 y 3    | 3                   | 3                         | 3            | -        | -             | -          | 5 meses           |  |
| naranja    | 4 y 5    | 4                   | 4                         | 4            | -        | -             | -          | 6 meses           |  |
| morado     | 6        | 5                   | 5                         | 5            | -        | -             | -          | 7 meses           |  |
| azul       | nian-chi | 6                   | 6                         | 6            | -        | -             | -          | 8 meses           |  |
| verde      | 7        | 7                   | 7                         | 7            | 1 y 2    | 1 y 2         | A, B       | 9 meses           |  |
| marrón III | 8        | 8                   | 8                         | 8            | 3        | 3             | C, D       | 6 meses           |  |
| marrón II  | 9        | 9                   | 9                         | 9            | 4        | 4             | E, F       | 6 meses           |  |
| marrón I   | 10       | 10                  | 10                        | 10           | 5        | 5             | G, H       | 6 meses           |  |
| negro      | 11       | 11                  | 11                        | -            | -        | -             | I, J, K, L | 12 meses          |  |

A partir de cinturón negro, el tiempo de duración entre grados es el número en años del grado que se quiere alcanzar, estructurándose de la siguiente manera:
• Cinturón negro: 1 año.
• C.N. 1.er Dan: 2 años.
• C.N. 2.º Dan: 3 años.
• C.N. 3.er Dan: 4 años.
• C.N. 4.º Dan: 5 años.
• C.N. 5.º Dan: 6 años.
• C.N. 6.º Dan: 7 años.
• C.N. 7.º Dan: 8 años.
• C.N. 8.º Dan: 9 años.
• C.N. 9.º Dan: Indefinido. Aceptación previa del consejo para 9.º Dan.
El grado de 9.º Dan es el máximo al que se puede optar en Kajukenbo, quedando el 10.º Dan exclusivamente para los fundadores: Adriano D. Emperado,  Peter Young Yil Choo, Joe Holck, Frank Ordonez, George Chang.
Los grados y los títulos son diferentes dependiendo de escuela. Los poseedores de cinturones negros utilizan títulos de origen chino:
- sijo (en chino: ‘maestro, fundador’) que es el grado más alto, representa al fundador de la escuela. Adriano Emperado utiliza este título exclusivamente.
- sigung (‘padre grande’) representa al profesor de profesores, el sexto grado de maestro o superior.
- sifu (‘padre’) representa al profesor, desde tercero hasta quinto grado de maestro.
- sibak (‘hermano mayor’) significa al asistente del profesor, la persona que ayuda en la enseñanza, debajo del tercer grado de maestro.

Los dueños de cinturones negros de octavo grado son titulados «profesores» (professor), el noveno grado de maestro es «gran maestro» (grandmaster).